# Dierpmesjávri
Dierpmesjávri eller Tierbmesjavri eller Terbmisjävri är en sjö i Finland. Den ligger i kommunen Enontekis i landskapet Lappland, i den norra delen av landet, 1 000 km norr om huvudstaden Helsingfors. Dierpmesjávri ligger 612,7 meter över havet. Omgivningarna runt Dierpmesjávri är i huvudsak ett öppet busklandskap. Arean är 3,24 kvadratkilometer och strandlinjen är 12,86 kilometer lång. Sjön  ingår i Torne älvs huvudavrinningsområde. 